# Krešimir Oblak
Krešimir Oblak (Zagreb, 28. kolovoza 1929. – Zagreb, 3. siječnja 2014.) bio je hrvatski aranžer,  pijanist i glazbeni producent. Kao pijanist je djelovao u mnogim plesnim i jazz sastavima, te dugo godina bio glazbeni urednik glazbenog programa i glazbene proizvodnje RTV Zagreb. Bio je jedan od najznačajnijih autora hrvatske zabavne glazbe 20. stoljeća.

## Životopis
Krešimir Oblak – prijatelji su ga zvali Koda – u rodnom je Zagrebu završio gimnaziju i Muzičku školu Vatroslava Lisinskog. Glazbu je zavolio od najranije mladosti zahvaljujući majci koja je bila profesorica glasovira. Već je kao 15-godišnjak bio očaran  jazzom, pa je s Adalbertom Markovićem osnovao orkestar Admira. Po završetku Drugoga svjetskoga rata bio je pijanist i aranžer u orkestru Emanon s kojim je nastupao u Hrvatskom glazbenom zavodu i drugim zagrebačkim plesnim dvoranama. S klarinetistom Borisom Sorokinom bio je član kvinteta Ede Utrobičića koji je pratio Ivu Robića na prvim Jugotonovim gramofonskim pločama. Početkom 1950-ih s Big bandom Stanka Selaka odlazi u Beč na prvi inozemni angažman. Godine 1957. postaje glazbeni suradnik za programe zabavne glazbe i jazza tadašnjega Radio Zagreba. Nakon osnivanja odjela za glazbenu proizvodnju Radiotelevizije Zagreb postavljen je za urednika-producenta Plesnoga orkestra RTV Zagreb, kojega je tada vodio Miljenko Prohaska. Kao producent Plesnoga orkestra RTV Zagreb (današnjega Jazz orkestra HRT-a), Oblak je sudjelovao na mnogim europskim jazz-festivalima. Često je bio članom prosudbenih povjerenstava zagrebačkoga, splitskoga, i krapinskoga festivala, te Melodija Istre i Kvarnera. U nekoliko je navrata obnašao i dužnost umjetničkoga direktora opatijskog Festivala zabavne glazbe. U Zagrebu je 1990. sudjelovao u organiziranju i realizaciji Pjesme Eurovizije. Sve do umirovljenja 1996. godine, ali i kasnije, Krešimir Oblak je surađivao s mnogim uglednim hrvatskim vokalnim i instrumentalnim solistima, te osobito pjevačima zabavne glazbe poput već spomenutoga Ive Robića, zatim Drage Diklića, Gabi Novak, Višnje Korbar, Arsena Dedića, Stjepana Jimmyja Stanića, Tereze Kesovije, Ivice Šerfezija, Radojke Šverko, Josipe Lisac i mnogimh drugima. Posebno treba istaknuti Oblakovu suradnju sa Zdenkom Vučković, koja je 1972. završila brakom.
Pijanizam i glazbene aranžmane Krešimira Oblaka je već u mladosti snažno obilježila ljubav prema jazzu: njegovi su aranžmani uvijek bili znalački napisani, dopadljivi i vrlo efektni, te su često odisali stilom orkestara Glenna Millera, Lesa Browna, Harryja Jamesa, Woodya Hermana, Nelsona Riddlea i Stana Kentona. Mnoge su snimke Oblakovih aranžmana objavljene na gramofonskim pločama negdašnjega Jugotona (današnjega Croatia Recordsa), a pojedini se tonski zapisi čuvaju u fonotekama Hrvatske radiotelevizije, te radijskim i televizijskim arhivima u Beogradu i Ljubljani.
Krešimir Oblak je za svoj aranžerski opus nagrađivan brojnim nagradama na mnogim glazbenim festivalima i natječajima. Uz producentski i aranžerski angažman, svojedobno je djelovao i kao urednik mnogih zabavnoglazbenih i festivalskih notnih izdanja Saveza muzičkih udruženja Hrvatske. Bio je redovni član Hrvatskoga društva skladatelja i počasni član Hrvatske glazbene unije.

## Vanjske poveznice
- Hrvatsko društvo skladatelja: Krešimir Oblak
- HDS – ZAMP: Krešimir Oblak (popis djela)
- Diskografija.com – Krešimir Oblak